# Nouvelle scène rock française
 (décembre 2020).

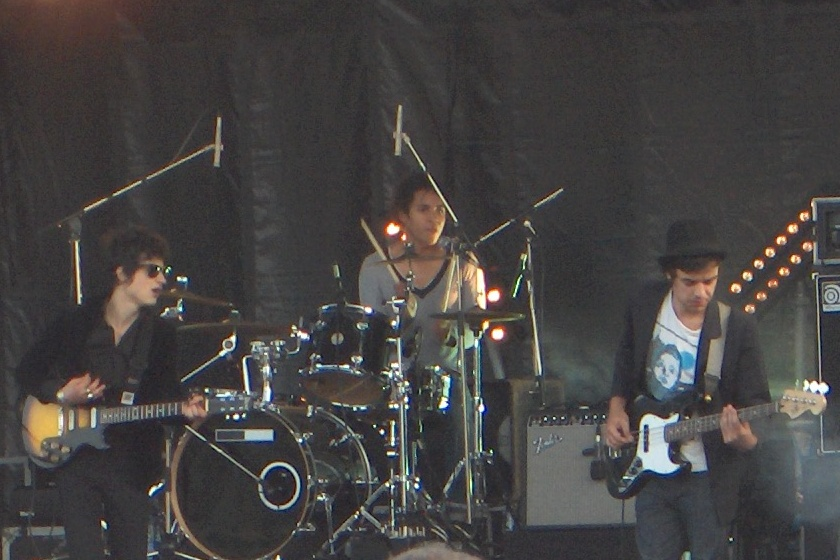
Le groupe BB Brunes (Festival des Terre-Neuvas 2007)

La nouvelle scène rock française est le nom donné à un mouvement musical apparu en France au milieu des années 2000, fortement influencé par le punk et le garage rock et s'articulant généralement autour d'une base batterie-guitare-basse, avec une prédilection pour les sons des années 1960 et 1970. Il s'inspire ainsi de groupes tels que The Libertines, The Strokes, The White Stripes, MC5, The Stooges, The Brian Jonestown Massacre ou encore Black Rebel Motorcycle Club.
En 2006 et 2007, certains d'entre eux ont signé des contrats avec des majors du disque : ainsi BB Brunes a signé avec Warner Music et les Plasticines avec EMI. Des concerts réunissant plusieurs groupes issus de ce mouvement ont été organisés par le magazine Rock & Folk (les Rock'n'Roll Fridays au Gibus) ou par la radio rock parisienne Oui FM. Le 28 septembre 2007, l'Olympia a ainsi accueilli quatre groupes emblématiques de la nouvelle scène rock française : les BB Brunes, Naast, les Plastiscines et Les Shades. Des groupes issus de ce mouvement se sont également produits dans des salles telles que Le Gibus, La Flèche d'Or, Le Batofar ou Le Triptyque à Paris, ou L'Heretic Club, Le Son'Art, Le BT59 et la Rock School Barbey à Bordeaux.
On peut retrouver des chansons de ces groupes sur plusieurs compilations, dont Paris Calling, Passe ton bac d'abord ou Bordeaux Teenage Rock.
Philippe Manœuvre, rédacteur en chef du magazine Rock & Folk, a comparé l'irruption de ce mouvement à l'émergence du punk rock au Royaume-Uni et aux États-Unis en 1976.

## Groupes par ville

### Clermont-Ferrand
- The Elderberries
- Mustang
- Cocoon

### Lyon
- Deja vu
- Music Is not Fun

### Paris
- BB Brunes
- Brats
- Les Shades
- Naast
- Plastiscines
- Pravda
- Stéphane Mondino
- The Parisians